# Rosemary Smith
Rosemary Smith (Dublín, 7 de agosto de 1937- 5 de diciembre de 2023) fue una diseñadora de moda, modelo y conductora de rally irlandesa.

## Biografía
Inicialmente se formó como diseñadora de vestimenta. Fue conductora y copiloto en fórmula rally.
En 1965 con la copiloto británica Valerie Domleo consiguieron la victoria en el Internacional Rally Tulip holandés de cuatro días en un Hillman Imp.
Smith falleció el 5 de diciembre de 2023 a los 86 años, después de una batalla contra el cáncer.